# Audignon
Audignon là một xã trong tỉnh Landes ở Nouvelle-Aquitaine tây nam nước Pháp